# Achung Namdzong
| Tibetische Bezeichnung                          |
| ----------------------------------------------- |
| Wylie-Transliteration: a chung gnam rdzong dgon |
| Chinesische Bezeichnung                         |
| Vereinfacht: 阿琼南宗寺                         |
| Pinyin:Aqiong Nanzong si                        |

Achung Namdzong (tib.: a chung gnam rdzong dgon) ist eine bedeutende Klosterstätte der Nyingma-Schule des tibetischen Buddhismus (Vajrayana) in Zentral-Amdo. Sie ist nach einem Hauptgipfel des Kanbula (Namdzong) benannt.
Das Kloster liegt im Kreis Jainca (Centsha) im Osten der chinesischen Provinz Qinghai, der zum Verwaltungsgebiet des Autonomen Bezirks Huangnan der Tibeter gehört.
Das Kloster steht seit 1998 auf der Liste der Denkmäler der Provinz Qinghai.

## Zitat
„Buddhist monasticism, on the other hand, could only survive in Amdo, the remote northeast of the country, where at Dentik (dan tig) and Achung Namdzong (an chung gnam rdzong) three far-sighted monks transmitted the Vinaya to Lachen Gongpa Rabsal (lha chen dgongs pa rab gsal), ensuring that Shantarakshita’s lineage of monastic ordination would eventually be reintroduced to Central Tibet and continue unbroken for the benefit of posterity.“